# Sárisáp
Sárisáp là một thị trấn thuộc hạt Komárom-Esztergom, Hungary. Thị trấn này có diện tích 14,48 km², dân số năm 2010 là 2821 người, mật độ 195 người/km².